# أرنستاين أرنبيرج
أرنستاين أرنبيرج (بالنرويجية البوكمول: Arnstein Arneberg)‏ هو مهندس معماري نرويجي، ولد في 6 يوليو 1882 في هالدن في النرويج، وتوفي في 9 يونيو 1961 في Biri, Norway ‏ في النرويج.